# Астрономические каталоги
Астрономи́ческий катало́г, или каталог звёздного неба, — список астрономических объектов (звёзд, туманностей, галактик и др.), сгруппированных по типу, морфологии, происхождению, средству выявления, методу открытия или каким-либо другим признакам.
В астрономии большинство объектов обозначаются номером, присвоенным им в каталогах звёздного неба. Существует большое количество каталогов, созданных для разных целей. Многие из них доступны в электронном виде и могут быть свободно загружены с сайта Астрофизической информационной системы NASA или из других источников.

## История каталогов

### Каталог Ши Шэня (IV век до н. э.)
Древнекитайский учёный Ши Шэнь составил схематичные карты неба. Поскольку созвездия и астеризмы рисовались «на глаз», а информация о блеске звезды отсутствует (все звёзды на карте обозначены одинаковыми кружками), возможна только примерная идентификация астеризмов. Каталог содержит 809 звёзд.

### Каталог Гиппарха (около 129 г. до н. э.)
Каталог Гиппарха — первый звёздный каталог, который упоминается в исторических документах. Составлен, вероятно, около 129 года до нашей эры. Каталог долгое время считался утерянным в раннехристианский период, вероятно, во время пожара Александрийской библиотеки. Некоторые учёные даже полагали, что его не существовало. Однако в 2022 году было сообщено о находке его части, которая уцелела под текстами Codex Climaci Rescriptus. Исследование показало, что наблюдения звёзд проводились около 129 года до нашей эры.

### Каталог в «Альмагесте» Птолемея (138)
На протяжении более тысячи лет стандартным звёздным каталогом в западном и арабском мире был каталог из трактата «Альмагест» (книги VII—VIII), созданный Клавдием Птолемеем, с описаниями 1025 звёзд и туманностей. Сам Птолемей указал, что звёзды были видимы в Александрии Египетской на эпоху 138 года н. э., «Альмагест» был написан во II веке нашей эры. При этом координаты звёзд лучше соответствуют середине первого века. Часть исследователей также считает, что Птолемей заимствовал большинство координат у Гиппарха, пересчитав их долготы на своё время. По сравнению с сохранившимися фрагментами работы Гиппарха, каталог Птолемея сильно отличается и вряд ли полностью на нём основан.

### Каталог ас-Суфи (960)
Каталог персидского астронома ас-Суфи «Книга неподвижных звёзд» является одной из версий птолемеевского каталога и содержит 1018 звёзд с подробным описанием 48 созвездий. Ас-Суфи пересчитал долготы звёзд из «Альмагеста» с учётом лунно-солнечной прецессии, но, опираясь на собственные наблюдения, отметил многие ошибки Птолемея и привёл новые определения звёздных величин.

### Каталог Аль-Бируни (1030)
Каталог астронома аль-Бируни в его трактате «Канон Мас‘уда по астрономии и звёздам» составлен на основе каталога ас-Суфи.

### Каталог Омара Хайяма (1079)
Каталог выдающегося персидского поэта и астронома Омара Хайяма включал координаты 100 самых ярких звёзд.

### Каталог Ат-Туси (1283)
Каталог персидского астронома ат-Туси составлен на основе каталогов Птолемея и версии ас-Суфи. Включал координаты, блеск и «темперамент» 60 ярких звёзд.

### Каталог Улугбека (1437)
Каталог «Гурганский зидж» был составлен Улугбеком в Самарканде и состоит из 1018 звёзд, которые распределены по 38 созвездиям. Каталог составлен на эпоху 1 мухаррама 841 года хиджры, что соответствует 5 июля 1437 года. В программу наблюдения Улугбека положен звёздный каталог «Альмагеста». 27 южных звёзд из созвездий Корабля, Центавра, Зверя и Жертвенника Улугбек сам не наблюдал, поскольку они не были видимы на широте Самарканда в XV веке. Эти звезды были перенесены в «Гурганский зидж» Улугбека по эпохе Абдуррахмана ас-Суфи. Оценка блеска также заимствована у ас-Суфи, что эквивалентно заимствованию из «Альмагеста».

### Каталог Иоганна Байера
В 1603 году немецкий астроном Иоганн Байер издал звёздный атлас «Уранометрия», в котором обозначил звёзды каждого созвездия буквами греческого алфавита. Ярчайшая звезда созвездия обычно обозначалась как α (альфа), а другие разбивались на группы примерно одинакового блеска и именовались последующими буквами в направлении от головы к ногам традиционного рисунка созвездия. Поскольку в греческом алфавите 24 буквы, для некоторых созвездий букв не хватало — в этом случае Байер прибегал к дополнительной цифровой нумерации, использованию латинских букв или одного греческого символа с несколькими цифровыми индексами. Так, например, 6 звёздочек, входящих в рисунок щита Ориона, обозначаются как π1 — π6 Ориона. Традиционные байеровские обозначения звёзд сохраняются и поныне.

### Каталог Тихо Браге (1598)
В 1592 году Тихо Браге составил каталог 777 звёзд со средней точностью измерения их положения до 2—5 угловых минут. К 1598 году уточнённый каталог включал уже 1004 звезды.

### Каталог Галлея (1678)
Каталог южного неба. В 1676 г. Галлей посетил остров Святой Елены в Южной Атлантике, где изучал звёзды Южного полушария. Возвратившись в Англию, в 1679 г. издал «Каталог Южного неба», в который включил информацию о 341 звезде Южного полушария.

### Каталог Гевелия (1687)
У Гевелия указаны координаты 1564 звёзд и новые созвездия. В этом каталоге впервые даны прямые восхождения и склонения (эпохи 1661 и 1701 годов), предельная точность которых составила 2′. Впоследствии по каталогу был составлен звёздный атлас «Уранография».

### Каталог Джона Флемстида
Усовершенствование методов наблюдений потребовало новых подходов, и около 1712 года английский астроном Джон Флемстид начал просто нумеровать звёзды в каждом созвездии с запада на восток в порядке возрастания их прямого восхождения. Всего были пронумерованы 2682 звезды, из которых больше всего (140) пришлось на созвездие Тельца. В каталог Флемстида попали только те светила, которые можно было наблюдать из Англии.

### Каталог Лакайля (1763)
Каталог звёзд южного неба Луи Лакайля

### Каталог Шарля Мессье (1781)
Каталог Мессье был издан в 1774 году. Мессье поставил целью составить каталог неподвижных туманностей и звёздных скоплений, которые можно было спутать с кометами. Таким образом, в каталог попали разнородные астрономические объекты: галактики, шаровые скопления, эмиссионные туманности, рассеянные скопления, планетарные туманности, понятия о большинстве из которых во времена Мессье не существовало. В каталог входят 110 «туманных» объектов, не являющихся кометами.

### Каталог Вольфа (1919)
Каталог Вольфа был опубликован немецким астрономом Максом Вольфом в 1919 году. Каталог содержал более тысячи звезд с указанием их положения и собственного движения. В дальнейшем каталог был дополнен, и число звезд в нём превысило 1500. Обозначение звезд в каталоге — номерное с префиксом Wolf (пример — Вольф 359).

### Боннское обозрение (BD)
Обзор неба, выполненный в середине XIX века в Бонне под руководством Ф. Аргеландера. Вместе с дополняющими его каталогами содержит около 1,5 миллионов звёзд до 10 звёздной величины.

### Каталог Крюгера (AGK)
Каталог Крюгера (Astronomische Gesellschaft Katalog). Составление первой версии, AGK1, было начато Фридрихом Аргеландером и его помощником Адальбертом Крюгеров в 1861 году. AGK1 публиковался между 1890 и 1954 годами, в нём перечислены 200 000 звезд до девятой величины. Вторая версия каталога, AGK2, была начата в 1920-х годах и публиковалась между 1951 и 1958 годами с использованием фотографических данных, полученных из обсерваторий Бонна и Гамбурга. Третья версия каталога, AGK3, была начата в 1956 году и опубликована в 1975 году.

### Каталог ярких звёзд (HR)
«Каталог ярких звёзд» (англ. Bright Star Catalogue) содержит список всех звёзд, имеющих звёздную величину 6.5m и менее (чем ярче звезда, тем её зв. величина меньше). Каталог создавался на основе «Гарвардского пересмотренного фотометрического каталога» (Harvard Revised Photometry Catalogue) в 1908 году. Каталог содержит 9110 объектов.

### Звёздный каталог САО (SAO)
Звёздный каталог Смитсонианской астрофизической обсерватории является астрометрическим звёздным каталогом. Он был опубликован Смитсоновской астрофизической обсерваторией в 1966 году и содержит высокоточные положения для 258 997 звёзд. Каталог содержит звёзды ярче 9m, для которых известны точные значения собственного движения.

### Каталог звёздных ультрафиолетовых потоков (TD1)
Звёздный каталог, составленный в 1978 году на основе регистрации ультрафиолетового излучения звёзд вплоть до 10-й видимой величины. Съёмка велась ультрафиолетовым телескопом на борту спутника TD-1 Европейской организации космических исследований (ESRO)

### Каталог Росса
Россом было опубликовано 2 каталога (новых движущихся и новых переменных звёзд) в The Astronomical Journal:
1) «Первый перечень новых движущихся звёзд» ноябрь 1925 года, «First List of New Proper-Motion Stars», Astronomical Journal, vol. 36, iss. 852—853, p. 96-99 (1925).
2) «Второй перечень новых движущихся звёзд» февраль 1926 года, «Second List of New Proper-Motion Stars», Astronomical Journal, vol. 36, iss. 856, p. 124—128 (1926).
3) «Третий перечень новых движущихся звёзд» июнь 1926 года, «Third List of New Proper-Motion Stars», Astronomical Journal, vol. 36, iss. 862, p. 172—176 (1926).
4) «Четвертый перечень новых движущихся звёзд» октябрь 1926 года, «Fourth List of New Proper-Motion Stars», Astronomical Journal, vol. 37, iss. 871, p. 53-57 (1926).
5) «Первый перечень новых переменных звёзд» ноябрь 1925 года, «First List of New Variable Stars», Astronomical Journal, vol. 36, iss. 852—853, p. 99-100 (1925).
6) «Второй перечень новых переменных звёзд» февраль 1926 года, «Second List of New Variable Stars», Astronomical Journal, vol. 36, iss. 856, p. 124—128 (1926).
7) «Третий перечень новых переменных звёзд» май 1926 года, «Third List of New Variable Stars», Astronomical Journal, vol. 36, iss. 861, p. 167—168 (1926).

### Каталог Глизе
Каталог ближайших звёзд.
Каталог Глизе (англ. The Gliese Catalogue of Nearby Stars, каталог ближайших звёзд Глизе) — астрономический каталог, содержащий звёзды, расположенные в пределах 25 парсеков от Солнца. Составлен немецким астрономом Вильгельмом Глизе (Wilhelm Gliese) в 1957 г. Впоследствии вышло ещё несколько расширенных и дополненных изданий каталога.
Первое издание и дополнения
Первое издание каталога включало список ближайших звёзд в радиусе 20 парсек от Солнца с указанием их положения и характеристик. Каталог содержал 915 звёзд, перечисленных по прямому восхождению, для звёзд использовалось обозначение — префикс GL и номер 1-915.
В 1969 году Глизе опубликовал существенно дополненную версию каталога, с включением звёзд в радиусе 22 парсек. Каталог содержал 1529 звёзд, для звёзд использовалось обозначение — префикс Gl и номер 1.0-915.0; звезды, добавленные в данном издании, обозначались дробными номерами.
В 1970 г. Richard van der Riet Woolley с коллегами выпустил дополнение к этому каталогу (расширение каталога до 25 парсек). Использованы номера 9001-9850 с префиксом Wo (в настоящее время используется также префикс GJ).
Последующие издания
В 1979 Глизе совместно с Hartmut Jahreiß опубликовал расширение ко второму изданию каталога, получившее название каталог Gliese-Jahreiß (GJ). Этот каталог был составлен из двух таблиц: таблица 1 с обозначениями GJ NNNN (номер) для подтверждённых ближайших звёзд — с номерами 1000—1294; и таблица 2 с номерами 2001—2159 для неподтверждённых ближайших звёзд. После публикации данного издания все звёзды в составном каталоге обозначаются с префиксом GJ.
Третий каталог (Third Catalogue of Nearby Stars (CNS3)) опубликован Глизе также в соавторстве с Hartmut Jahreiß в 1991 и содержит более 3800 звёзд. Из них многие звёзды уже входили в предыдущие издания и обозначены с префиксом GJ, но 1388 звёзд изначально нумерации не получили (впоследствии были обозначены с префиксом NN (no name) под номерами 3001-4388.
В 1998 Hartmut Jahreiß организовал публикацию онлайн-версии каталога (ARICNS) (сайт астрономического института в Гейдельберге).

## Границы созвездий
В 1930 году, когда были установлены и утверждены новые, современные границы созвездий, некоторые звёзды «изменили» своё созвездие. Так, например, звезда 30 Змеи оказалась в Весах. Более того, некоторые звёзды меняют созвездие за счёт собственных движений. Так, в 1992 году звезда ρ Орла оказалась в созвездии Дельфина. Она стала первой звездой из каталога Байера, оказавшейся в другом созвездии. Второй подобный переход совершит примерно в 2400 году γ Резца (+4,6m), которая окажется в созвездии Голубя.

## Специализированные каталоги

### Каталог двойных звёзд Эйткена
«Новый общий каталог двойных звёзд в пределах 120° от Северного полюса» (англ. New General Catalogue of Double Stars Within 120° of the North Pole) Роберта Эйткена— список 17 180 двойных звёзд к северу от склонения −30°.